# Patachou
Henriette Ragon, més coneguda pel nom artístic de Patachou, (París, 10 de juny de 1918 - París, 30 d'abril de 2015) fou una cantant i actriu francesa.
Abans de dedicar-se a la cançó, va treballar de dactilògrafa, en una fàbrica, de venedora de sabates i d'antiquària.
L'any 1948, amb el seu marit Jean Billon es va fer càrrec d'un cabaret-restaurant de Montmartre, anomenat Patachou. El seu fill Pierre Billon va tenir cert èxit com a cantant a la dècada de 1970 i va escriure J'ai oublié de vivre per a Johnny Hallyday. Va començar a cantar al bistrot i els periodistes van començar a anomenar-la Patachou pel nom del seu cabaret (pâte). -à-choux : pasta de full de nata. Allà va cantar Georges Brassens, i junts van cantar el duet "Maman, papa". Va ser la primera a interpretar altres cançons que va compondre com "Le bricoleur", "La chasse aux papillons".
La nit que les va cantar per primera vegada, va proposar al seu públic que es quedés fins al final de l'espectacle i que conegués l'autor d'aquestes cançons, i Brassens va pujar a l'escenari Patachou per primera vegada i va cantar Le Gorille i P.. de toi.
De vegades recollia mitges corbates, tallava les corbates dels clients reticents a unir-se al cant i immediatament les grapava al sostre, un hàbit que ha creat una decoració original del lloc: centenars de corbates penjades a sobre. Thomas Dewey i Errol Flynn van ser algunes de les seves víctimes.
Patachou va ser nomenada Oficial de la Légió d'Honor l'1 de gener de 2009.